# Liste der Monuments historiques in Neuvy (Allier)
Die Liste der Monuments historiques in Neuvy (Allier) führt die Monuments historiques in der französischen Gemeinde Neuvy auf.

## Liste der Bauwerke
| Bezeichnung            | Beschreibung | Standort                                           | Kennzeichnung | Schutzstatus   | Datum     | Bild           |
| ---------------------- | --- | -------------------------------------------------- | ------------- | -------------- | --------- | -------------- |
| Château des Melays     | Schloss, zwischen 1840 und 1848 erbaut, Architekt wahrscheinlich Hippolyte Durand; mit Wirtschaftsgebäuden, Pagode und Aufseherhaus | nordwestlich des Ortes (1 Route des Melays) (Lage) | PA03000051    | Inscrit        | 2016      | weitere Bilder |
| Château du Vieux-Melay | Schloss, erbaut zu Beginn des 17. Jahrhunderts; mit Wirtschaftsgebäuden, Taubenturm und Kapelle                                     | nordwestlich des Ortes (4 Route des Melays) (Lage) | PA00093249    | Inscrit        | 1985      | weitere Bilder |
| Kirche St-Hilaire      | Erbaut im 12. Jahrhundert | Place de l’Église (Lage)                           | PA00093250    | Inscrit Classé | 1929 1932 | weitere Bilder |

## Liste der Objekte
| Bezeichnung       | Beschreibung                                                          | Standort                        | Kennzeichnung | Schutzstatus | Datum | Bild |
| ----------------- | --------------------------------------------------------------------- | ------------------------------- | ------------- | ------------ | ----- | ---- |
| Glocke            | Bronze, 1769 gegossen                                                 | in der Kirche St-Hilaire (Lage) | PM03000423    | Classé       | 1943  |      |
| Altar und Retabel | Stein, polychrom gefasst, 16. Jahrhundert (Fotos in der Base Palissy) | in der Kirche St-Hilaire (Lage) | PM03000422    | Classé       | 1907  |      |